# Emmen (Lucerne)
Pour les articles homonymes, voir Emmen.
Emmen est une commune suisse du canton de Lucerne, située dans l'arrondissement électoral de Hochdorf.

## Géographie

Vue aérienne (1963)

Selon l'Office fédéral de la statistique, Emmen mesure 20,33 km2.

## Démographie
Selon l'Office fédéral de la statistique, Emmen compte 31 573 habitants fin 2022. Sa densité de population atteint 1553 hab./km2.

## Économie
La commune abrite une base aérienne des Forces aériennes suisses.

## Politique
Emmen est connue en Suisse pour avoir refusé des naturalisations de citoyens par les urnes autres que provenant de l’Union européenne (UE) et d’avoir distribué  aux citoyens des brochures avec photos et biographies des candidats à la naturalisation.

## Culture et patrimoine

### Héraldique
| Blason | Blasonnement : De sable à trois hameçons d'argent |